# Đánh bom Mastung và Bannu 2018
Vào ngày 13 tháng 7 năm 2018, trước cuộc tổng tuyển cử của Pakistan, hai vụ đánh bom diễn ra tại các cuộc bầu cử tại Bannu và Mastung.
Tại Bannu, một quả bom phát nổ từ xa được đặt trong một chiếc xe máy để lại 5 người chết và 37 người khác bị thương trong một nỗ lực không thành công để ám sát cựu thủ tướng Khyber Pakhtunkhwa Akram Khan Durrani. Ittehad-ul-Mujahideen, một tổ chức cực đoan, tuyên bố chịu trách nhiệm về vụ tấn công.
Tại Mastung, một kẻ đánh bom tự sát đã nổ tung trong một cuộc biểu tình cho Siraj Raisani của đảng Balochistan Awami, anh trai của cựu thủ hiến Balochistan, Aslam Raisani. Một trong những vụ tấn công khủng bố nguy hiểm nhất trong lịch sử Pakistan, nó đã giết chết 149 người và làm bị thương 186 người khác. Siraj bị đưa đến bệnh viện trong tình trạng nguy kịch và chết vì chấn thương. Nhà nước Hồi giáo Iraq và Levant (ISIL) tuyên bố chịu trách nhiệm về sự kiện này và đặt tên cho kẻ đánh bom tự sát là Abu Bakar al-Pakistani, mặc dù chính quyền xác định ông là Hafeez Nawaz của Abbottabad.